# Lupinus bracteolaris
Lupinus bracteolaris är en ärtväxtart som beskrevs av Louis Auguste Joseph Desrousseaux. Lupinus bracteolaris ingår i släktet lupiner, och familjen ärtväxter.

## Underarter
Arten delas in i följande underarter:
- L. b. bracteolaris
- L. b. leptophylla